# Kanton Dijon-7
Kanton Dijon-7 (francouzsky Canton de Dijon-7) je francouzský kanton v departementu Côte-d'Or v regionu Burgundsko. Tvoří ho pouze část města Dijon.